# 叉花草属
叉花草属（学名：Diflugossa），也称疏花马蓝属，是爵床科下的一个属。该属共有约17种，分布于印度、马来西亚至中印半岛。

## 下属物种
- 叉花草 Diflugossa colorata
- 疏花叉花草 Diflugossa divaricata
- 松林叉花草 Diflugossa pinetorum
- 瑞丽叉花草 Diflugossa scoriarum